# Joe Lieberman
Joseph Isadore Lieberman (24. února 1942 Stamford, Connecticut, USA – 27. března 2024 New York, New York) byl americký politik, lobbista a právník, který byl v letech 1989–2013 senátorem za stát Connecticut. Původně byl členem Demokratické strany, v roce 2000 byl jejím kandidátem na viceprezidenta USA v prezidentských volbách. Během svého posledního volebního období byl oficiálně veden jako nezávislý demokrat a účastnil se volebních shromáždění Demokratické strany a předsedal jejím výborům.
V roce 1970 byl jako reformní demokrat zvolen do Senátu státu Connecticut, kde působil tři volební období jako vůdce většiny. Po neúspěšné kandidatuře do Sněmovny reprezentantů USA v roce 1980 působil v letech 1983–1989 jako generální prokurátor státu Connecticut. V roce 1988 těsně porazil republikánského kandidáta Lowella Weickera a zvítězil ve volbách do Senátu USA a byl znovu zvolen v letech 1994, 2000 a 2006. V prezidentských volbách v roce 2000 byl kandidátem Demokratické strany na viceprezidenta, kandidoval společně s prezidentským kandidátem a tehdejším viceprezidentem Alem Gorem a stal se prvním židovským kandidátem na prezidentské kandidátce hlavní strany USA.
V prezidentských volbách v roce 2000 zvítězili Gore a Lieberman v lidovém hlasování s náskokem více než 500 000 hlasů, ale v rozhodujícím hlasování ve Sboru volitelů prohráli s republikánskou kandidátkou George W. Bush a Dick Cheney v poměru 271:266. Neúspěšně usiloval o nominaci Demokratické strany také v prezidentských volbách v USA v roce 2004. Při své snaze o znovuzvolení do Senátu v roce 2006 Lieberman prohrál demokratické primární volby, ale ve všeobecných volbách zvítězil jako kandidát třetí strany pod značkou strany Connecticut pro Liebermana. Nikdy nebyl členem této strany, během své kandidatury zůstal registrovaným demokratem.
Lieberman byl oficiálně uveden v senátních záznamech pro 110. a 111. kongres jako nezávislý demokrat a zasedal jako člen senátního demokratického klubu. Po svém projevu na republikánském národním sjezdu v roce 2008, v němž podpořil kandidaturu Johna McCaina na prezidenta, se již neúčastnil strategických schůzek vedení Demokratického fóra ani politických obědů. Dne 5. listopadu 2008 se setkal s vůdcem senátní většiny Harrym Reidem, aby s ním projednal svou budoucí roli v Demokratické straně. Senátní demokratická frakce nakonec odhlasovala, že mu ponechá předsednictví senátního Výboru pro vnitřní bezpečnost a vládní záležitosti. Následně oznámil, že bude i nadále spolupracovat s demokraty. Před volbami v roce 2016 podpořil Hillary Clintonovou a v prezidentských volbách v roce 2020 podpořil Joea Bidena.
Jako senátor předložil a prosazoval zákon Don't Ask, Don't Tell Repeal Act z roku 2010 a legislativu, která vedla k vytvoření ministerstva vnitřní bezpečnosti. Během rozpravy o zákonu o dostupné zdravotní péči (ACA) měl rozhodující šedesátý hlas potřebný ke schválení zákona, a zasadil se o vyřazení návrhu na veřejné zdravotní pojištění z výsledného návrhu zákona, podepsaného prezidentem Barackem Obamou.